# Parco forestale di Monsanto
Il Parco forestale di Monsanto (Parque Florestal de Monsanto in portoghese)  è un parco cittadino localizzato nell'area collinare nota come Serra de Monsanto, nel territorio comunale di Lisbona. Il parco comprende parti delle freguesias di Benfica, São Domingos de Benfica, Campolide, Campo de Ourique, Belém, Ajuda, Alcântara. Copre una superficie di quasi 1000 ettari.

## Storia

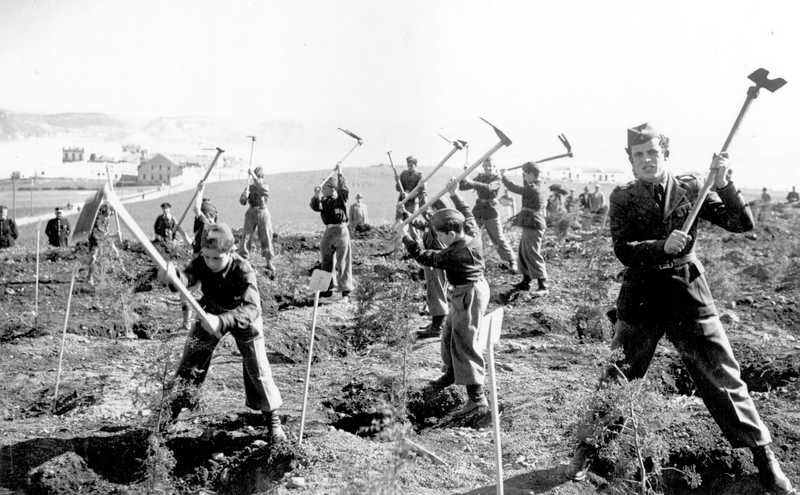
Foto del 1938 con ragazzi della Mocidade Portuguesa al lavoro sulla Serra di Monsanto durante le opere di rimboschimento.

L'idea di rimboschire la Serra de Monsanto venne suggerita dall'ingegnere forestale João Maria de Magalhães nel 1868. L'area era stata sino ad allora utilizzata come pascolo e per l'estrazione di materiali per l'edilizia. Solamente nel 1929 venne tuttavia creata, su iniziativa del ministro dell'agricoltura Henrique Linhares de Lima, una commissione chiamata ad elaborare un piano per il rimboschimento della Serra de Monsanto. Dalla commissione scaturì un piano, delineato dall'ingegnere della camera municipale di Lisbona, António Abrantes, che non venne tuttavia portato a compimento. Nel 1934 venne promulgato il decreto legge n.º 24625, ad opera dell'allora ministro delle opere pubbliche Duarte Pacheco, con il quale si proponeva la creazione del parco forestale di Monsanto, stabilendo un termine di sei mesi per l'elaborazione del progetto. Nel 1938, nonostante i termini per l'attuazione del decreto fossero ampiamente scaduti, venne contattato l'architetto Francisco Keil do Amaral per progettare il parco. Solo in questo momento la realizzazione del parco entra nella fase esecutiva. Il rimboschimento è affidato all'ingegnere forestale Joaquim Rodrigo. I lavori continuarono nel corso degli anni Quaranta. Nel corso degli anni Cinquanta e Sessanta all'interno del parco sono state aggiunte ulteriori strutture non previste dal piano originario di Keil do Amaral, in particolare il centro di trasmissione della Rádio e Televisão de Portugal e il comando della Força Aérea Portuguesa. All'interno del parco si trova inoltre il Joint Analysis and Lessons Learned Centre, parte integrante dell'Allied Command Transformation della NATO.
Nella seconda metà del XX secolo venne costruita nel parco una pista che ospitò, nel 1959, il Gran Premio del Portogallo di Formula Uno.

## Descrizione
È il più grande parco forestale dell'intero Portogallo e tra i maggiori in Europa.
Essendo vicino alla città è considerato il suo polmone verde  e viene utilizzato anche come parco cittadino sia come semplice spazio all'aperto sia come ambiente per attività diverse quali spettacoli, fiere e manifestazioni varie.
Si trova a nord dell'autostrada A5 e a breve distanza dal grande Ponte 25 Aprile, che unisce Lisbona ad Almada e dalle parti più elevate del parco si hanno ampie vedute sulla città e sull'estuario del fiume Tago.

## Galleria d'immagini

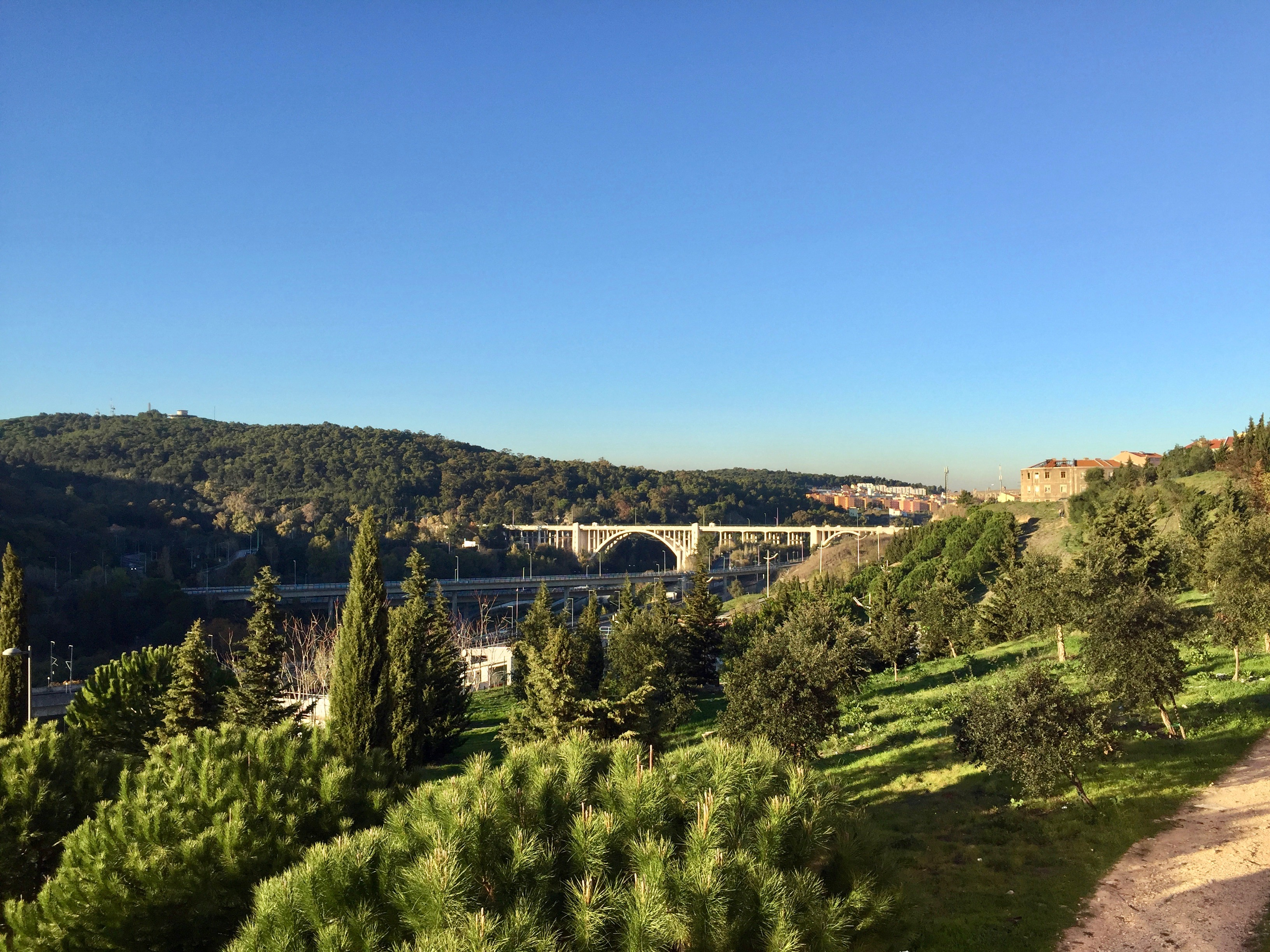
Il Viaduto Duarte Pacheco, parte dell'Autoestrada A5, attraversa la Valle dell'Alcântara nei pressi del parco di Monsanto.
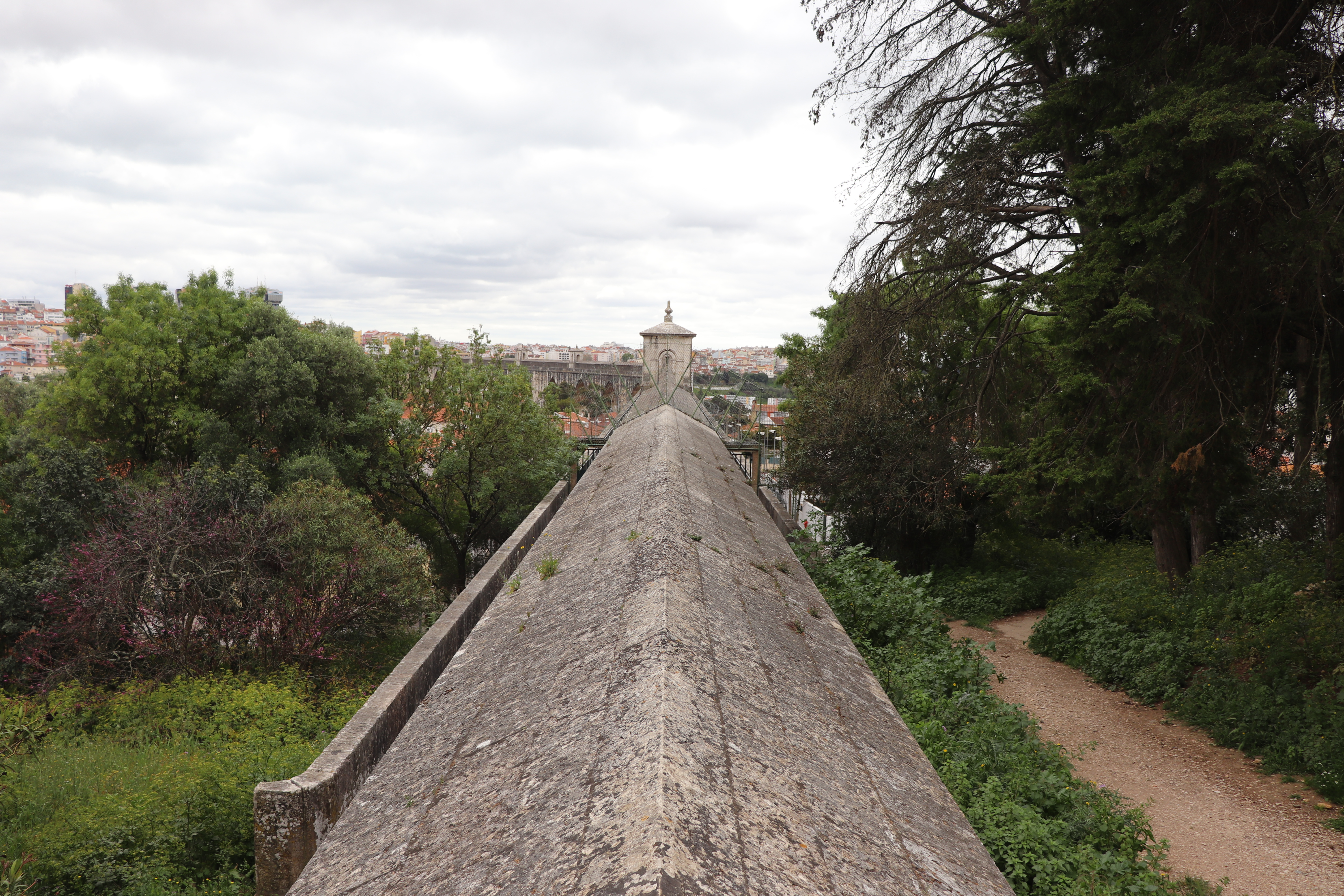
Tratto dell'acquedotto delle Acque Libere nel parco di Monsanto.
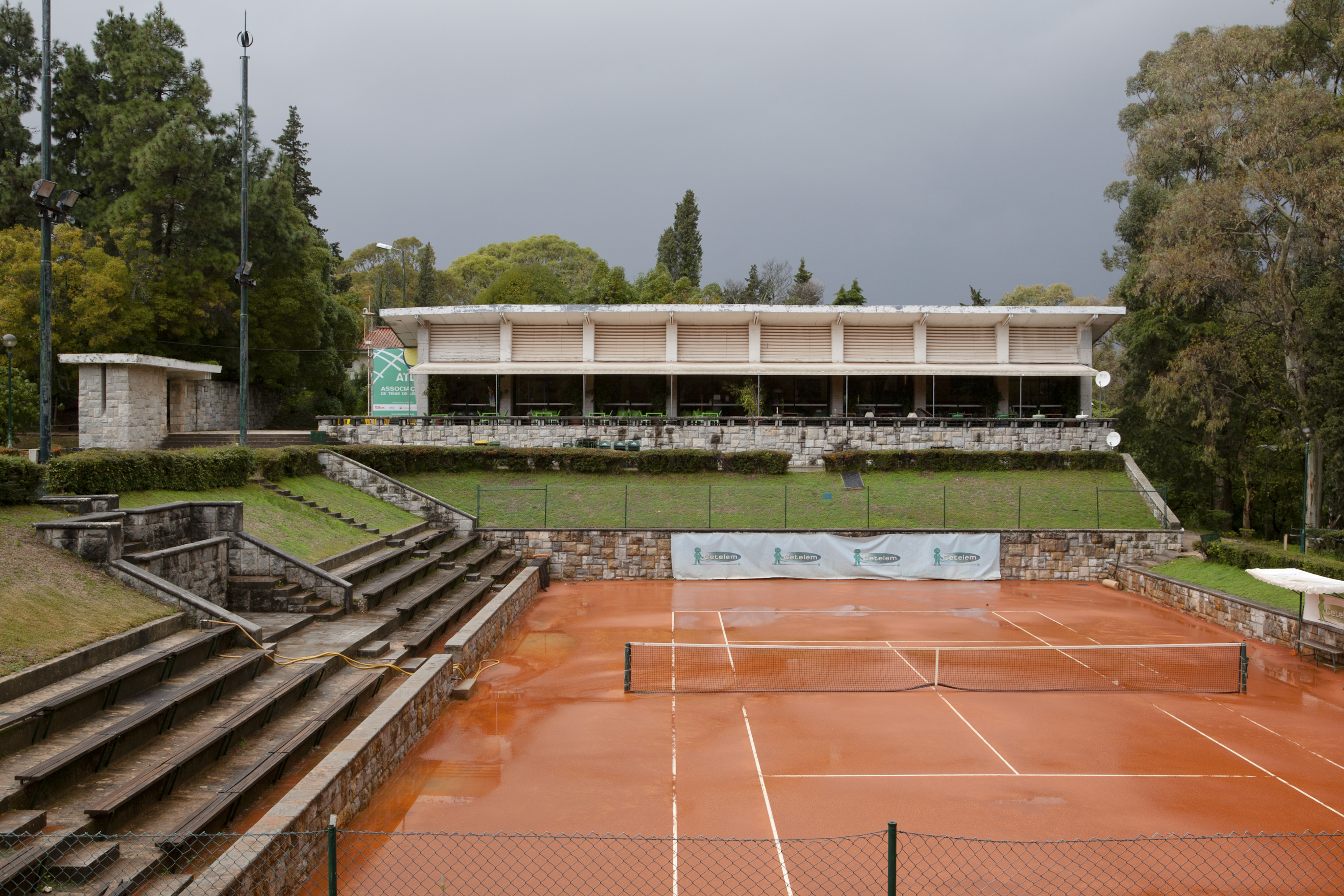
Strutture del Clube de Ténis de Monsanto.
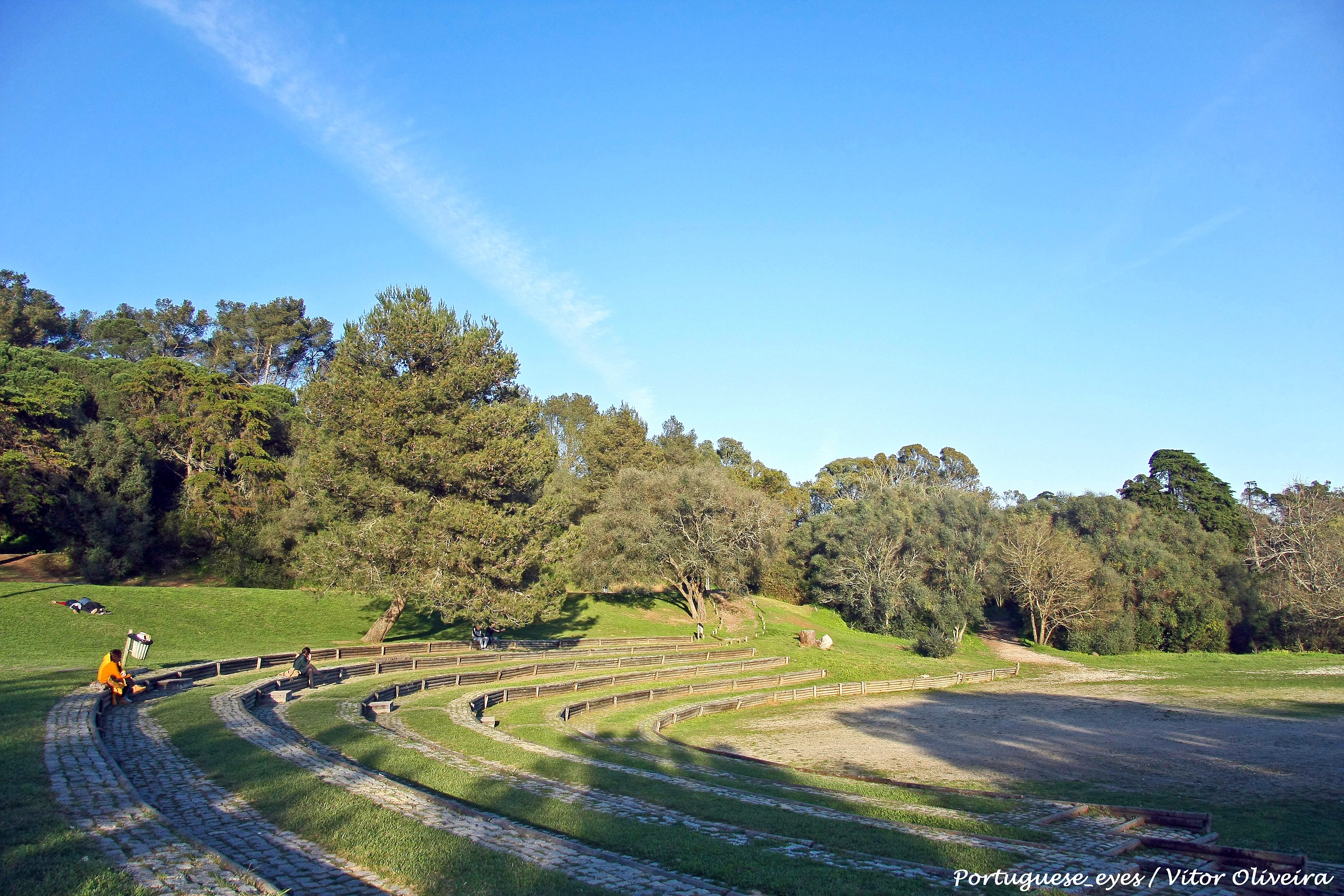
L'Anfiteatro Keil do Amaral.
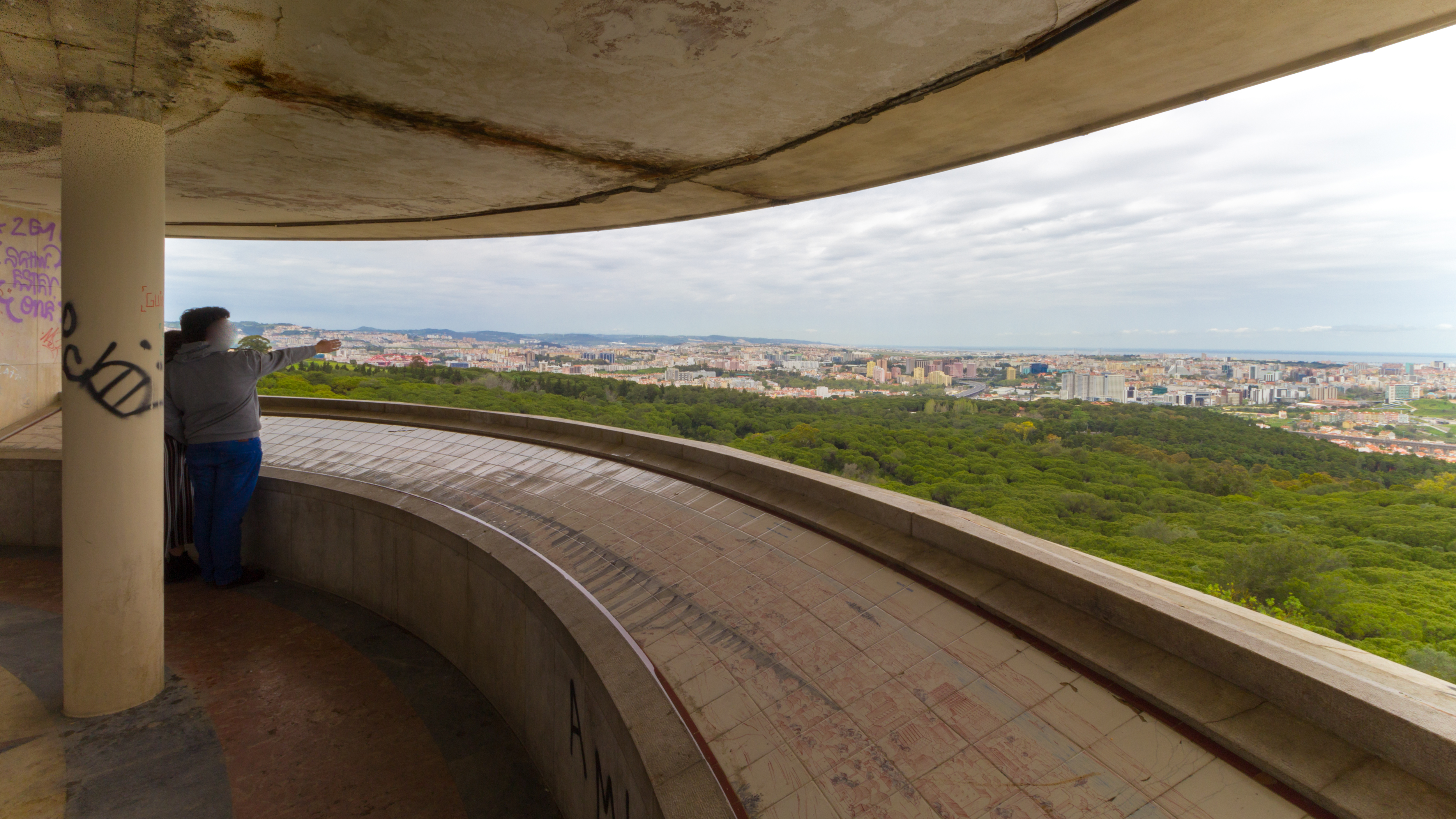
Vista di Lisbona dal Miradouro Panorâmico de Monsanto.
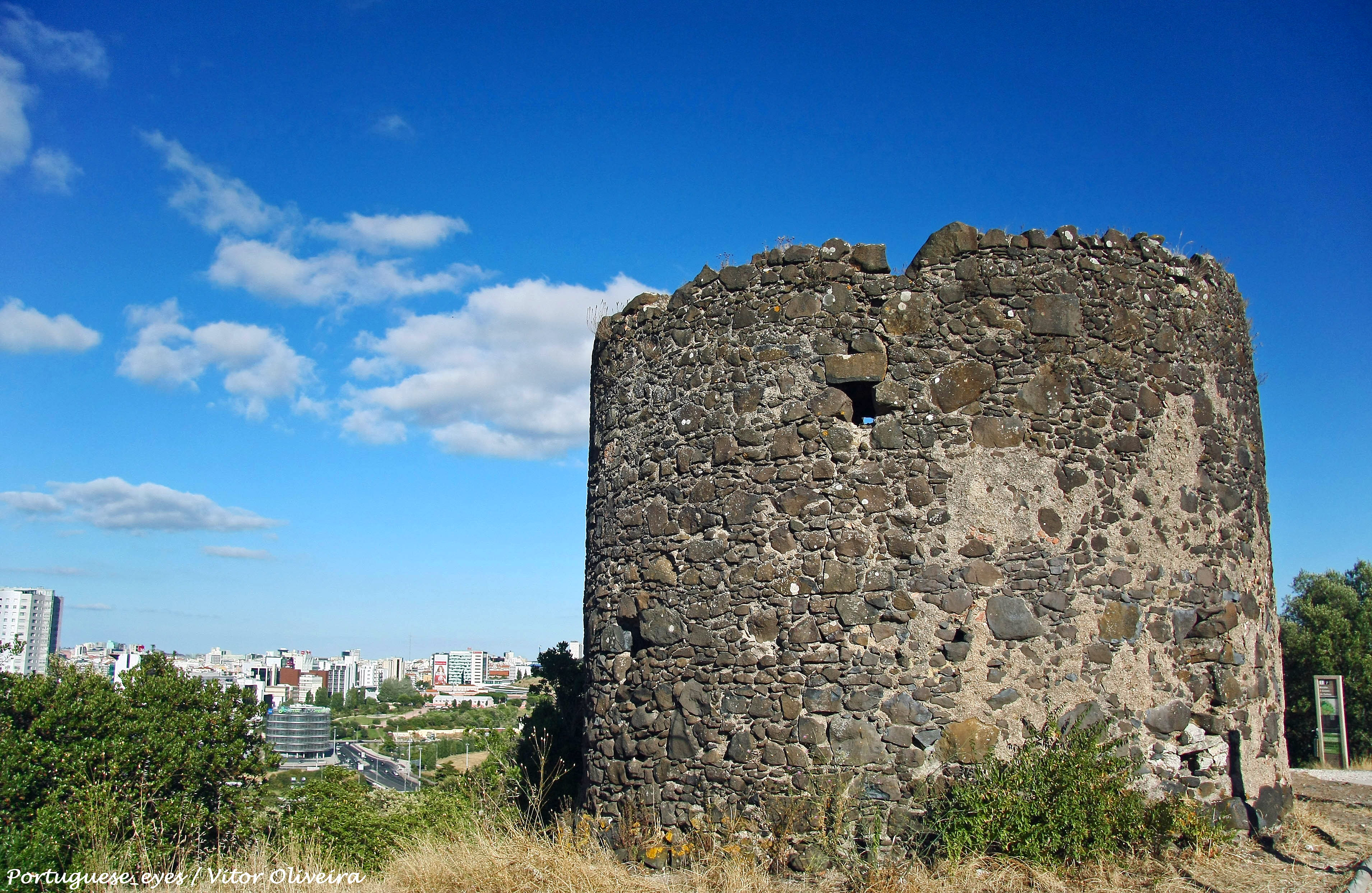
Vista di Lisbona dal Miradouro do Moinho das Três Cruzes do Calhau.
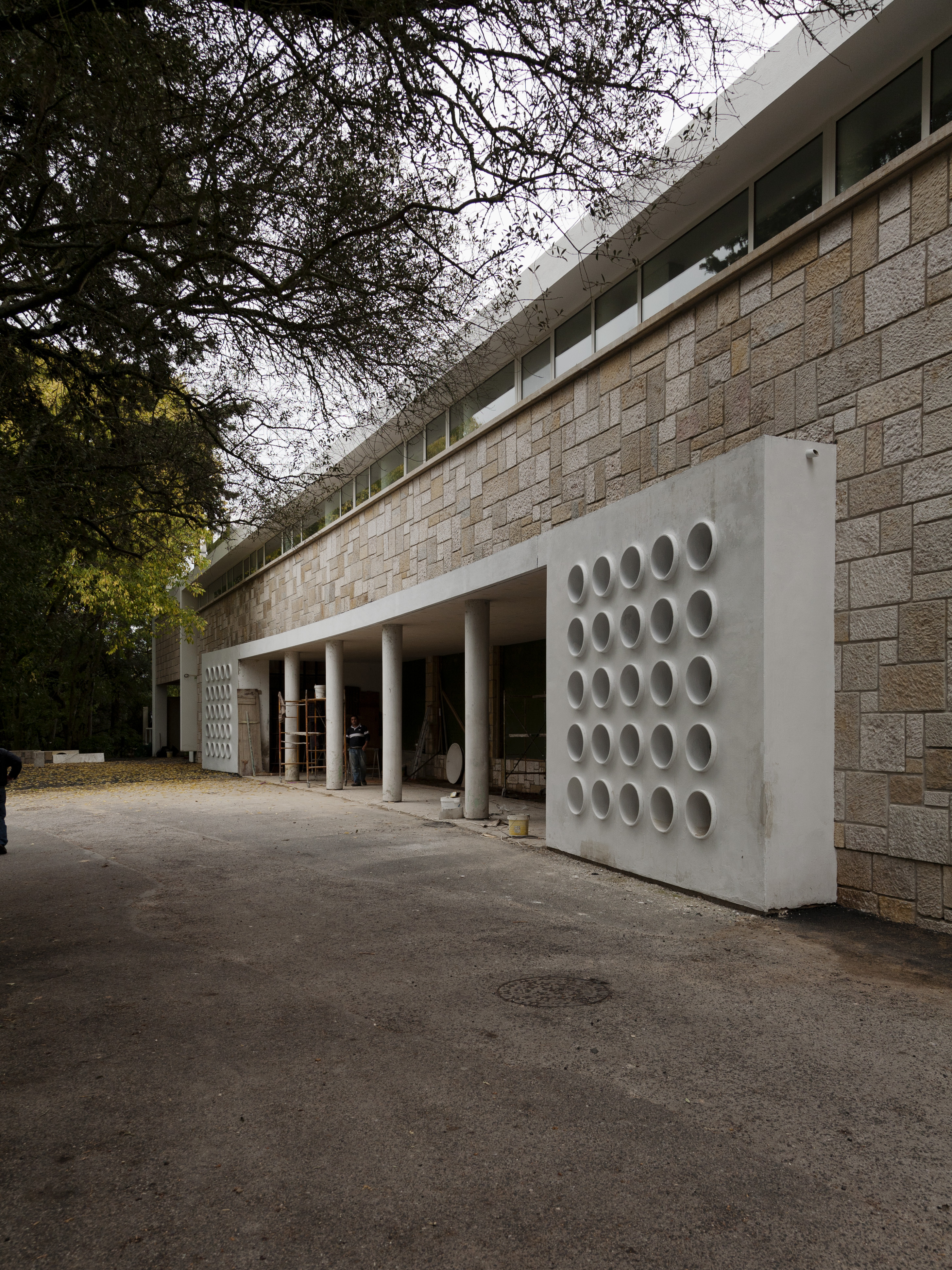
Esterni del Restaurante Montes Claros, progettato da Francisco Keil do Amaral.
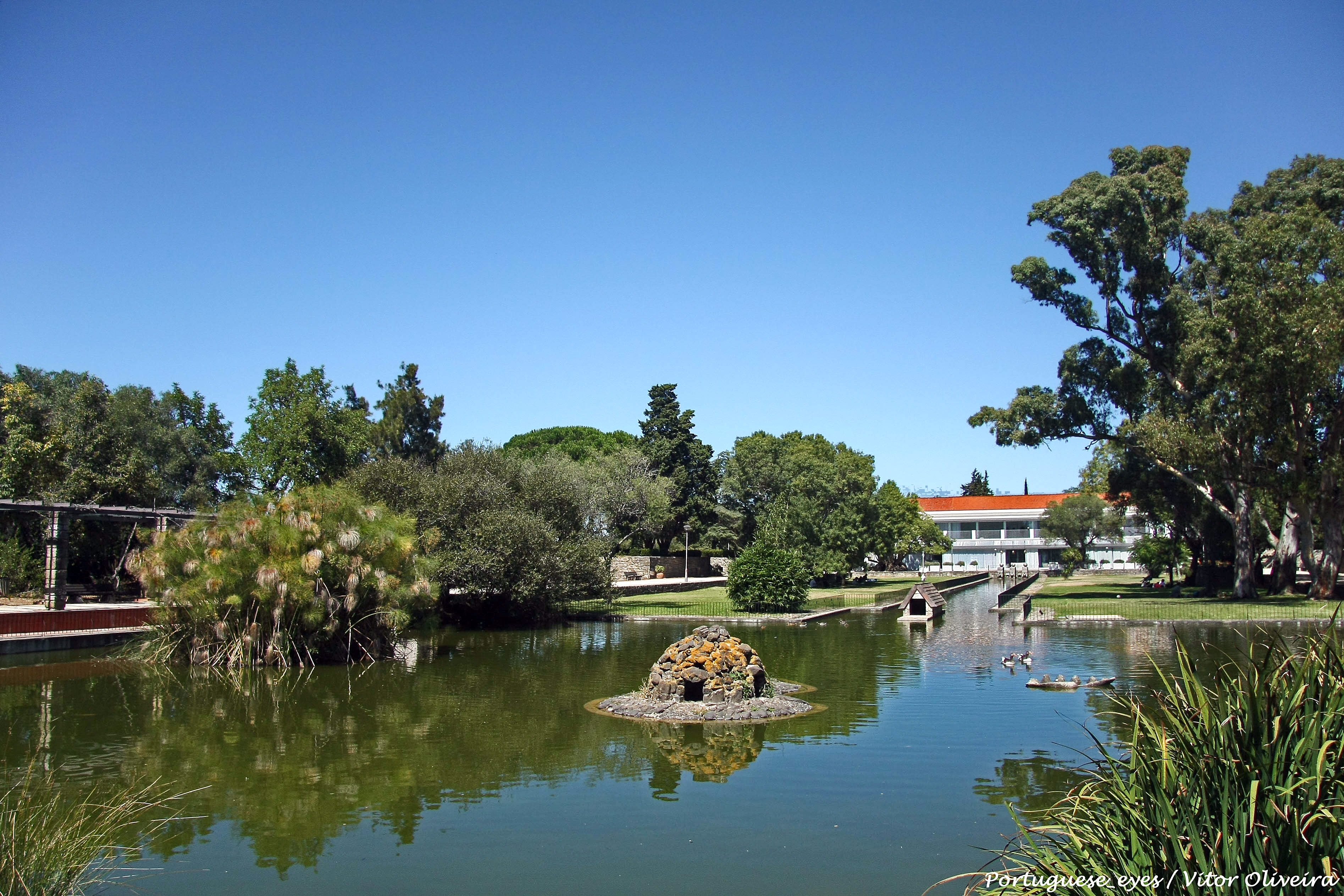
Il Jardim de Montes Claros.